# Наристау
Нариста́у (рос. Нарыстау, башк. Нарыҫтау) — село у складі Міякинського району Башкортостану, Росія. Входить до складу Ільчигуловської сільської ради.
Населення — 331 особа (2010; 397 в 2002).
Національний склад:
- башкири — 100%